# Loin de Paname
Albums de Viktor Lazlo
Verso / Back to Front Amour(s)
Loin de Paname est le sixième album studio de la chanteuse belge Viktor Lazlo. Celui-ci s'est classé 67e au top album en France.

Spectacle créé le 1er octobre 2002 au Théâtre de Ménilmontant et mis en scène par Caroline Loeb.

## Titres
1. Les mots d'amour (Michel Vaucaire / Charles Dumont) 3:33
2. Sur ton épaule (J. Larue / Alec Siniavine) 4:16
3. Parlez-moi d'amour (J. Lenoir) 3:36
4. Mon amant de Saint-Jean (Léon Agel / Émile Carrara) 3:34
5. Je suis seule ce soir (R. Noël / J. Casanova / P. Durand) 5:09
6. La vagabonde (Jean Delettre / Alec Siniavine) 5:18
7. Le bal défendu (Vincent Scotto) 3:46
8. Mon légionnaire (Raymond Asso / Marguerite Monnot) 4:37
9. Où est-il donc ? (André Decaye / L. Carol / Vincent Scotto) 3:01
10. La rue (C. Gosselin / A. Fallot) 4:15
11. La vipère (Jean Rodor / Vincent Scotto) 5:48
12. Après toi je n'aurai plus d'amour (Géo Koger / Vincent Scotto) 3:58
13. Tourbillon (Pierre Dorsey) 2:19
14. La coco (Bouchaud / G. Ouvrard) 3:47
15. La conga blicoti (A. de Bade / A. Oresiche) 4:17

## Crédits
Interprète : Viktor Lazlo 

Piano, fender rhodes : Juan Carlos Gaviria 

Contrebasse, violons : Nelson Palacios 

Percussions, vibraphone : Abraham Mansfarrol 

Saxophones, clarinette : Pablo Cespedes 

Guitare tres : Pedro Luis Carmona Gonzales 

Réalisateur : Raul Paz 

Arrangeur : Raul Paz
Enregistré au Studio du Palais des Congrès 

Ingénieur du son : Bruno Ehlinger 

Assisté de Thomas Sinon, Diky Calicat, François Recourt, Charles Mendiant